# Danh sách tập của 2 ngày 1 đêm (Việt Nam)
Đây là danh sách tập phát sóng của chương trình 2 ngày 1 đêm phiên bản Việt Nam, một chương trình truyền hình trải nghiệm thực tế do Đài Truyền hình Thành phố Hồ Chí Minh và công ty Đông Tây Promotion phối hợp thực hiện, được phát sóng trên kênh HTV7 và nền tảng VieON từ ngày 19 tháng 6 năm 2022. Các tập phát sóng của chương trình sau khi được lên sóng trên truyền hình cũng được công chiếu cùng ngày trên kênh YouTube chính thức của nhà sản xuất và của chương trình.

## Tổng quan
| Mùa | Mùa    | Tập | Phát sóng gốc        | Phát sóng gốc        |
| Mùa | Mùa    | Tập | Phát sóng lần đầu    | Phát sóng lần cuối   |
| --- | ------ | --- | -------------------- | -------------------- |
|     | 1      | 20  | 19 tháng 6 năm 2022  | 30 tháng 10 năm 2022 |
|     | Lễ hội | 11  | 18 tháng 12 năm 2022 | 26 tháng 2 năm 2023  |
|     | 2      | 19  | 1 tháng 10 năm 2023  | 4 tháng 2 năm 2024   |
|     | 3      | 18  | 16 tháng 6 năm 2024  | 20 tháng 10 năm 2024 |

Bấm vào số thứ tự của từng mùa để xem thông tin chi tiết của mùa đó.

## Danh sách các tập

### Mùa 1
Mùa thứ nhất của chương trình được phát sóng từ ngày 19 tháng 6 năm 2022, với 20 tập chính phát sóng đến hết ngày 30 tháng 10 năm 2022. Sau đó, một phiên bản đặc biệt có tên là "Mùa lễ hội" tiếp tục phát sóng từ ngày 18 tháng 12 năm 2022 đến ngày 26 tháng 2 năm 2023 với 11 tập.

### Mùa 2
Mùa thứ hai của chương trình được phát sóng từ ngày 1 tháng 10 năm 2023. Bên cạnh khẩu hiệu "Tự do tự lo" như mùa đầu tiên, mùa thứ hai được thực hiện với 3 tiêu chí: "Nhân đôi khổ đau, nhân đôi bất ngờ và nhân đôi niềm vui". Không có sự thay đổi về thành viên ở mùa này khi tất cả các thành viên của mùa đầu tiên đều tiếp tục góp mặt trong mùa thứ hai. Mùa thứ hai của chương trình lần đầu tiên ghi nhận tất cả 7 tập phát sóng đầu tiên đều lọt vào top thịnh hành, trong đó có tới 6 tập đạt top 1. Sức hút thảo luận trên các nền tảng mạng xã hội cũng vì vậy mà tăng gấp 3 lần so với mùa đầu tiên. Liên tiếp những tập sau đó, chương trình đều đạt top 1 thịnh hành, đánh dấu việc lần đầu tiên một chương trình truyền hình thực tế có thể làm được điều này liên tục trong suốt gần 3 tháng lên sóng.

### Mùa 3
Mùa thứ ba của chương trình được phát sóng từ ngày 16 tháng 6 năm 2024 với chủ đề là Không giới hạn. Cả sáu thành viên chính từ mùa 2 đều xác nhận quay trở lại mùa này.